# Douglas Smith (actor)
Douglas Alexander Smith es un actor canadiense-estadounidense. Es conocido por interpretar a Ben Henrickson en la serie de HBO Big Love.

## Biografía
Smith nació en Toronto. Es hijo de Terrea Oster, una profesora estadounidense, y de Maurice Smith, un productor de origen británico radicado en Vancouver. La madre de Smith apareció en varias de las películas que su marido produjo durante la década de 1980. Es hermano de Gregory Smith.
Smith compró una casa en la ciudad Nueva Orleans después de filmar allí Percy Jackson y el mar de los monstruos en 2012.

## Carrera
Siendo adolescente, Smith viajó a Australia para interpretar al protagonista de la serie Out There, un muchacho estadounidense que vive en Australia. Además de participar regularmente en la serie de HBO Big Love, ha coprotagonizado las películas Sleepover, Rock the Paint, Santa's Slay y Blast from the Past, protagonizada por Brendan Fraser y Alicia Silverstone. También ha sido estrella invitada en varias series de televisión, entre ellas CSI: Crime Scene Investigation, CSI: Miami, Close to Home, Everwood, Joan of Arcadia, The X-Files, Crossing Jordan y Cold Case. En 2013 interpretó a Tyson, el medio hermano de Percy Jackson en la película Percy Jackson y el mar de los monstruos.

## Filmografía
| Año       | Título                                  | Papel                 | Notas                               |
| --------- | --------------------------------------- | --------------------- | ----------------------------------- |
| 1996      | The X-Files                             | The Pitcher           | Episodio: "Home"                    |
| 1997      | The Death Game                          | Tristan               |                                     |
| 1998      | The Outer Limits                        | Douglas               | Episodio: In to Zone                |
| 1999      | Blast from the Past                     | Adam (edad 11)        |                                     |
| 2001      | Family Law                              | Patrick Samson        | Episodio: Sex,Lies, and Internet    |
| 2002      | Trancers 6                              | Punk 1                |                                     |
| 2002      | Partners in Action                      | Teddy                 |                                     |
| 2003      | Lock her Room                           | Johnny                | Corto                               |
| 2003      | Out There                               | Reilly Evans          | 13 episodios                        |
| 2003      | Hangman's Curse                         | Elijah Springfield    |                                     |
| 2003      | Stuck in the Movie with You             | Sam                   |                                     |
| 2003      | Cold Case                               | Ryan Bayes            | Episodio: Churchgoing People        |
| 2004      | Everwood                                | Gavin Curtis          | Episodio: "Controlling Interest"    |
| 2004      | Joan of Arcadia                         | Daniel Shoalar        | Episodio: "State of Grace"          |
| 2004      | The Guardian                            | Jay                   | Episodio: "Without Consent"         |
| 2004      | CSI: Miami                              | Jason Henderson       | Episodio: "Invasion"                |
| 2004      | Sleepover                               | Gregg                 |                                     |
| 2005      | Rock the Paint                          | Josh                  |                                     |
| 2005      | Santa's Slay                            | Nicolas Yuleson       |                                     |
| 2006      | Crossing Jordan                         | Steven Reynolds       | Episodio: "Mysterious Ways"         |
| 2006      | Close to Home                           | Colin Parks           | Episodio: "The Shots"               |
| 2006      | Citizen Duane                           | Duane Balfour         |                                     |
| 2006      | State's Evidence                        | Scott                 |                                     |
| 2007      | Remember the Daze                       | Pete                  |                                     |
| 2006-2007 | CSI: Crime Scene Investigation          | Marlon West           | 2 episodios                         |
| 2009      | Someday We Will Get Married             | James                 | Corto                               |
| 2009      | Hawthorne                               | Curtis                | Episodio: "Night Moves"             |
| 2010      | Flashpoint                              | Carlton Hayward       | Episodio: "Whatever It Takes"       |
| 2011      | Margene's Blog                          | Ben Henrickson        | Episodio: "Girls Gotta Dance"       |
| 2006-2011 | Big Love                                | Ben Henrickson        | Regular                             |
| 2012      | Antiviral                               | Edward Porris         |                                     |
| 2013      | The Boy who Smells like Fish            | Mica                  |                                     |
| 2013      | Percy Jackson y el mar de los monstruos | Tyson                 |                                     |
| 2014      | Hard Drive                              | Ditch                 |                                     |
| 2014      | Ouija                                   | Pete                  |                                     |
| 2014      | Stage Fright                            | Buddy Swanson         |                                     |
| 2015      | Terminator Génesis                      | Eric Thompson         |                                     |
| 2016      | Vinyl                                   | Gary Giombetta/Xavier |                                     |
| 2016      | Motive                                  | Dave Briggs, Jr.      | Serie de TV - 1 Episodio            |
| 2016      | El caso Sloane                          | Alex                  |                                     |
| 2017      | Nunca digas su nombre                   | Elliot                |                                     |
| 2017      | Bottom of the World                     | Alex                  |                                     |
| 2017      | When we rise                            | Young Man             | Miniserie - 3 Episodios             |
| 2017      | Basorexia                               | Jakob                 | Filme Corto                         |
| 2018-2020 | The Alienist                            | Marcus Isaacson       | Serie de televisión                 |
| 2018      | Park Bench Parenting                    | Sleepy Head           | Serie de TV - Episodio Sleepy Heads |
| 2019      | Big Little Lies                         | Corey Brockfield      | Segunda Temporada                   |
| 2021      | Clarice                                 | Tyson Conway          | Serie de TV - 5 Episodios           |
| 2022      | Don't Worry Darling                     | John                  |                                     |
| 2024      | Horizon: An American Saga - Capítulo 1  | Sig                   |                                     |